# والنتینا لوتایفا
والنتینا لوتایفا (اوکراینی: Валентина Іванівна Лутаєва-Берзіна؛ زادهٔ ۱۸ ژوئن ۱۹۵۶) بازیکن هندبال اهل اتحاد جماهیر شوروی سوسیالیستی است.
وی در مسابقات کشوری و بین‌المللی در مجموع برندهٔ ۱ مدال طلا شده‌است.